# NOLA
NOLA — дебютный полноформатный альбом сладж/грув-метал-группы Down. Альбом был выпущен 19 сентября 1995 года на лейбле Elektra Records. Название альбома отсылает к Новому Орлеану (NO), штат Луизиана (LA), где собралась группа и был записан альбом.

## История
В 1992 году группа Down записала первое демо и самостоятельно издала его на кассетах, которые впоследствии быстро распространились по США. После этого коллектив отыграл концерт в Новом Орлеане. На этом концерте был представитель лейбла Elektra Records. Как только он узнал, кто является участниками этого квинтета, то сразу же предложил контракт на запись альбома. После выпуска альбома группа отправилась в 13-дневное турне.

## Позиция в чартах
Альбом занял 57 место в чартах Billboard 200.
| Оценки критиков | Оценки критиков |
| Источник        | Оценка          |
| --------------- | --------------- |
| Allmusic        | [ 7 ]           |
| Rock Hard       | 9.5/10          |

## Трек-лист
| №                   | Название                             | Автор(ы)                                                | Длительность |
| ------------------- | ------------------------------------ | ------------------------------------------------------- | ------------ |
| 1.                  | «Temptation's Wings»                 | Фил Ансельмо, Пэппер Кинэн                              | 4:24         |
| 2.                  | «Lifer»                              | Фил Ансельмо, Пэппер Кинэн                              | 4:36         |
| 3.                  | «Pillars of Eternity»                | Фил Ансельмо                                            | 3:57         |
| 4.                  | «Rehab»                              | Фил Ансельмо, Пэппер Кинэн, Кёрк Уиндстейн              | 4:03         |
| 5.                  | «Hail the Leaf»                      | Фил Ансельмо                                            | 3:28         |
| 6.                  | «Underneath Everything»              | Фил Ансельмо, Пэппер Кинэн                              | 4:46         |
| 7.                  | «Eyes of the South»                  | Фил Ансельмо, Пэппер Кинэн                              | 5:13         |
| 8.                  | «Jail»                               | Фил Ансельмо, Пэппер Кинэн, Кёрк Уиндстейн, Тодд Стренч | 5:17         |
| 9.                  | «Losing All»                         | Фил Ансельмо, Пэппер Кинэн                              | 4:21         |
| 10.                 | «Stone the Crow»                     | Фил Ансельмо, Пэппер Кинэн                              | 4:42         |
| 11.                 | «Pray for the Locust» (instrumental) | Фил Ансельмо                                            | 1:07         |
| 12.                 | «Swan Song»                          | Фил Ансельмо, Джимми Бауэр, Пэппер Кинэн                | 3:35         |
| 13.                 | «Bury Me in Smoke»                   | Фил Ансельмо, Пэппер Кинэн                              | 7:04         |
| Общая длительность: | Общая длительность:                  | Общая длительность:                                     | 56:33        |

## Участники записи
- Фил Ансельмо (Pantera, Superjoint Ritual) — вокал, авторство на всех треках
- Пэппер Кинэн (Corrosion of Conformity) — гитара, авторство на всех треках, кроме 3, 4 и 11
- Кёрк Уиндстейн (Crowbar) — гитара, авторство на треках 4 и 8
- Тодд Стренч (Crowbar) — бас-гитара, авторство на треке 8
- Джимми Бауэр (Eyehategod) — барабаны, авторство на треке 12